# Hüllhorst
Hüllhorst är en kommun och ort i Kreis Minden-Lübbecke i Regierungsbezirk Detmold i förbundslandet Nordrhein-Westfalen i Tyskland.